# At Aouragh
At Aouragh est un village de la commune et daïra de Chemini. Chemini est situé dans la wilaya de Béjaïa dans la région de Kabylie en Algérie.